# Hermanos Pobres de San Francisco Seráfico
Los Hermanos pobres de San Francisco Seráfico (en latín Congregatio Fratrum Pauperum Sancti Francisci Seraphici, alemán Armen-Brüder des heiligen Franziskus Seraphikus) son un instituto religioso laical masculino de derecho pontificio: los miembros de esta congregación ponen luego de su nombre la sigla: C.F.P. También son conocidos como los Hermanos franciscanos de los pobres.

## Historia
La congregación fue fundada en Aquisgrán, entonces parte del Reino de Prusia, la Nochebuena de 1857 por Philipp Höver (1816-1864), después conocido como el hermano Juan. A causa del Kulturkampf, en 1873 la obra fue trasferida a Bleijerheide (ahora parte del municipio de Kerkrade), en los Países Bajos, pero retornó a Alemania en 1932.
El instituto obtiene el Decretum laudis papal (aprobación) y su constitución religiosa fue aprobada el 19 de julio de 1910 por el santo Papa Pio X.

## Actividad y difusión
Los Hermanos Pobres siguen la regla de la Tercera Orden Regular de San Francisco, se dedica a la educación cristiana y a la instrucción de la juventud masculina, especialmente de la abandonada.
Aparte de Alemania, los hermanos se encuentran presentes en Bélgica, Brasil, los Países Bajos y los Estados Unidos. La sede generalicia reside en Wever, en Iowa.
El 31 de diciembre de 2005, la congregación contaba con 13 casas y como 80 hermanos religiosos, 3 de los cuales son presbíteros.